# Karel Frederik van Anhalt-Bernburg
Karel Frederik van Anhalt-Bernburg (Bernburg, 13 juli 1668 - Ballenstedt, 22 april 1721) was van 1718 tot aan zijn dood vorst van Anhalt-Bernburg. Hij behoorde tot het huis Ascaniërs.

## Levensloop
Karel Frederik was de oudste zoon van vorst Victor I Amadeus van Anhalt-Bernburg en Elisabeth van Palts-Zweibrücken, dochter van vorst Frederik van Palts-Zweibrücken.
Op 25 juni 1692 huwde hij met zijn nicht Sofia Albertina (1672-1708), dochter van graaf Frederik van Solms-Sonnenwalde en Anna Sophia van Anhalt-Bernburg, een zus van Karel Frederiks vader. 
Na de dood van Sofia Albertina trad hij op 1 juli 1715 in een morganatisch huwelijk met kamermeid Wilhelmine Charlotte Nüßler (1683-1740), met wie hij reeds in 1712 een zoon gekregen had. Karel Frederik probeerde zijn morganatisch huwelijk standsmatig te legitimeren, wat tot hevige weerstand van zijn vader Victor I Amadeus en zijn broer Lebrecht leidde. Uiteindelijk werd Wilhelmine in 1719 door keizer Karel VI tot rijksgravin van Ballenstedt verheven, terwijl de twee zonen van Karel Frederik en Wilhelmine de titel van graaf van Bährnfeld kregen.
In 1718 volgde hij zijn vader op als vorst van Anhalt-Bernburg. Zijn driejarige regering was weinig opmerkelijk. In april 1721 stierf Karel Frederik op 52-jarige leeftijd.

## Nakomelingen
Karel Frederik en zijn eerste echtgenote Sofia Albertina kregen zes kinderen:
- Elisabeth Albertina (1693-1774), huwde in 1712 met vorst Frederik XLIII van Schwarzburg-Sondershausen
- Frederik Willem (1694-1694)
- Charlotte Sophia (1696-1762), huwde in 1721 met prins August van Schwarzburg-Sondershausen
- Augusta Wilhelmina (1697-1767)
- Victor II Frederik (1700-1765), vorst van Anhalt-Bernburg
- Frederika Henriëtte (1702-1723), huwde in 1721 met vorst Leopold van Anhalt-Köthen

Karel Frederik en zijn tweede echtgenote Wilhelmine Charlotte Nüßler kregen twee zonen:
- Frederik (1712-1758), graaf van Bährnfeld
- Karel Leopold (1717-1769), graaf van Bährnfeld